# Budai Váralagút

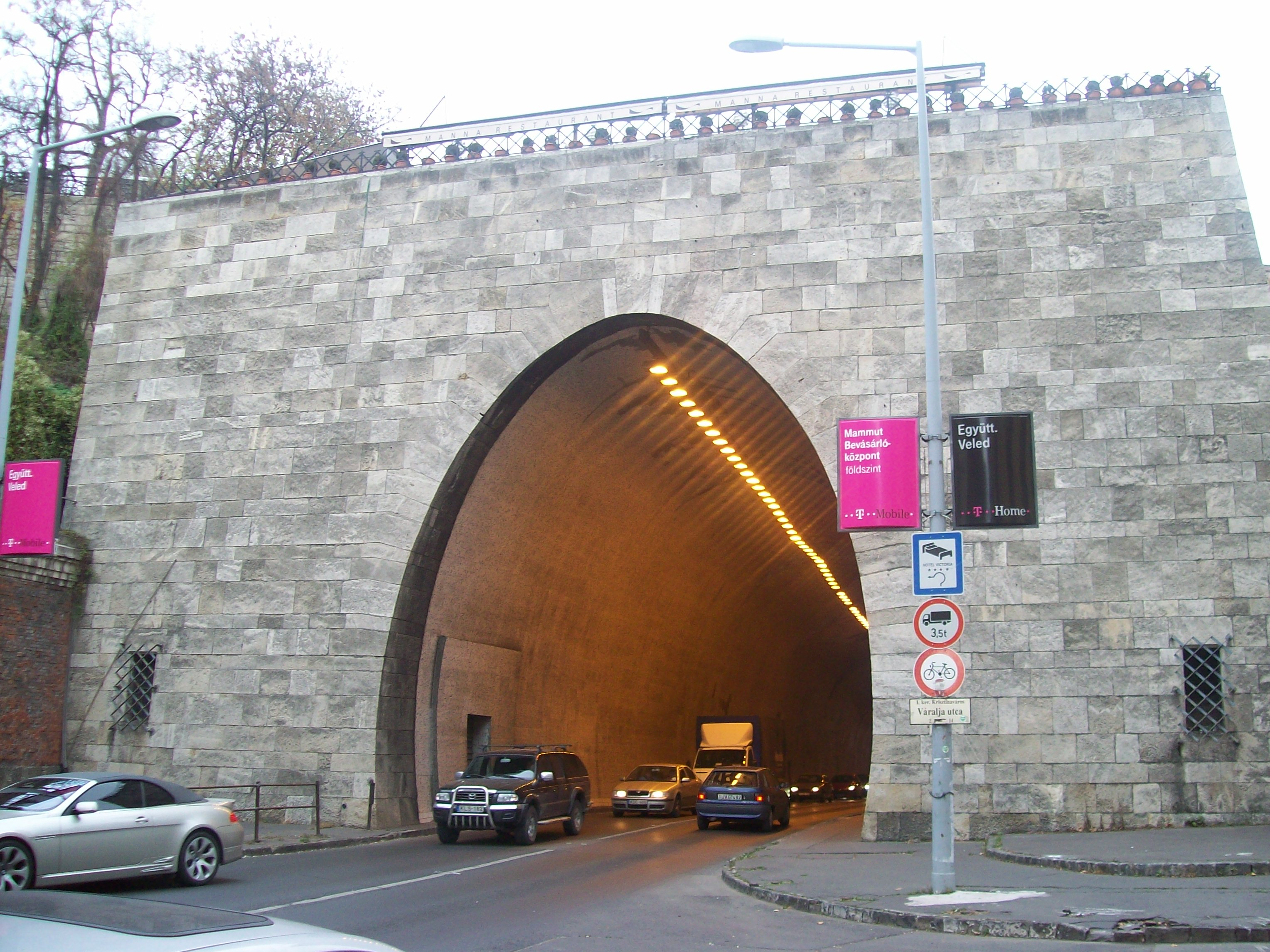
Az alagút nyugati bejárata, 2008. november 19.

A budapesti Várhegy-alagút vagy budai Váralagút – a köznyelvben egyszerűen csak Alagút – a Széchenyi lánchíd budai hídfőjét (Clark Ádám tér) Krisztinavárossal összekötő 350 méter hosszú alagút. Áthalad rajta a 16-os, 105-ös, 178-as, 216-os és 916-os buszjárat.
Szükségességét Széchenyi István vetette fel, Ürményi József 1852-ben társulatot hozott létre a megépítésére. Az építkezést 1853-ban kezdték meg Clark Ádám tervei szerint. 1857-ben adták át a forgalomnak, A használatáért 1918-ig díjat kellett fizetni. Keleti kapuzata eklektikusan klasszicizáló stílusban épült. Nyugati kapuja a háború alatt elpusztult, ezt 1949-ben újraépítették.
Az alagút Clark Ádám tér felőli végén található a Lánchíd hídmesterének szolgálati lakása. Az alagút déli oldalán járda fut végig, ennek használata azonban gyalogosoknak nem ajánlott az autók keltette zaj és a levegő szennyezettsége miatt, erre az ott kifüggesztett tábla is felhívja a figyelmet. Az alagút keleti kijáratának tetején szintén tábla figyelmeztette az embereket arra, hogy a kapuzat tetején korábban felállított drótkerítésen kívülre kimászni tilos. 2013-ban felújították az alagút kapuzatának tetejét és új korlátot is építettek a halálos balesetek megakadályozására, mely városképileg is illeszkedik a környezetbe.
Az alagút mosását a Fővárosi Közterület-fenntartó Zrt. minden évben kétszer, tavasszal és ősszel szokta elvégezni, ilyenkor rendszerint három-négy napon keresztül minden nap éjjel 11 és 12 óra közöttől hajnali 4 óráig teljes szélességében lezárják a forgalom elől.

## Története

### Előzmények
A XIX. század elejétől már több terv is napvilágot látott egy Pestet és Budát összekötő állandó Duna-híd megépítésére. Ezen híd számára olyan terület kerülhetett számításba, mely könnyen megközelíthető, nincs még beépítve és a város központjához is viszonylag közel esik. Két ilyen hely merült fel: az egyik a mai Március 15. tér és a Tabán, a másik pedig a mai Széchenyi István tér és a Várhegy közötti terület. Az előbbinél ugyan kisebb volt a távolság a két part között, de az összeszűkülő meder okozta sebes vízfolyás, valamint a felfakadó források a munkálatokat jelentősen megnehezítették volna. A döntés a várhegyi változatra esett, így azonban a leendő híd megközelítése a Víziváros, a Tabán és a Krisztinaváros felől elég kényelmetlen lett volna, mivel előbb a Várba kellett volna feljutni, onnan pedig le a budai hídfőhöz.

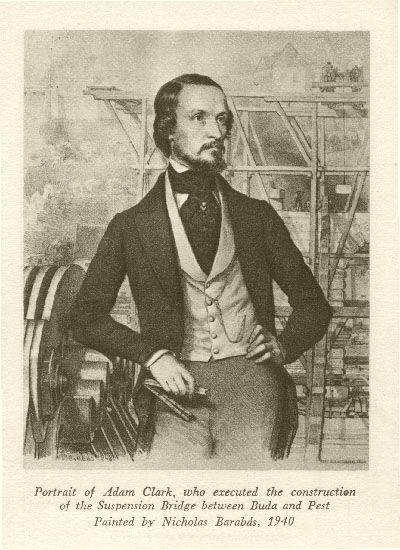
Clark Ádám, az alagút tervezője

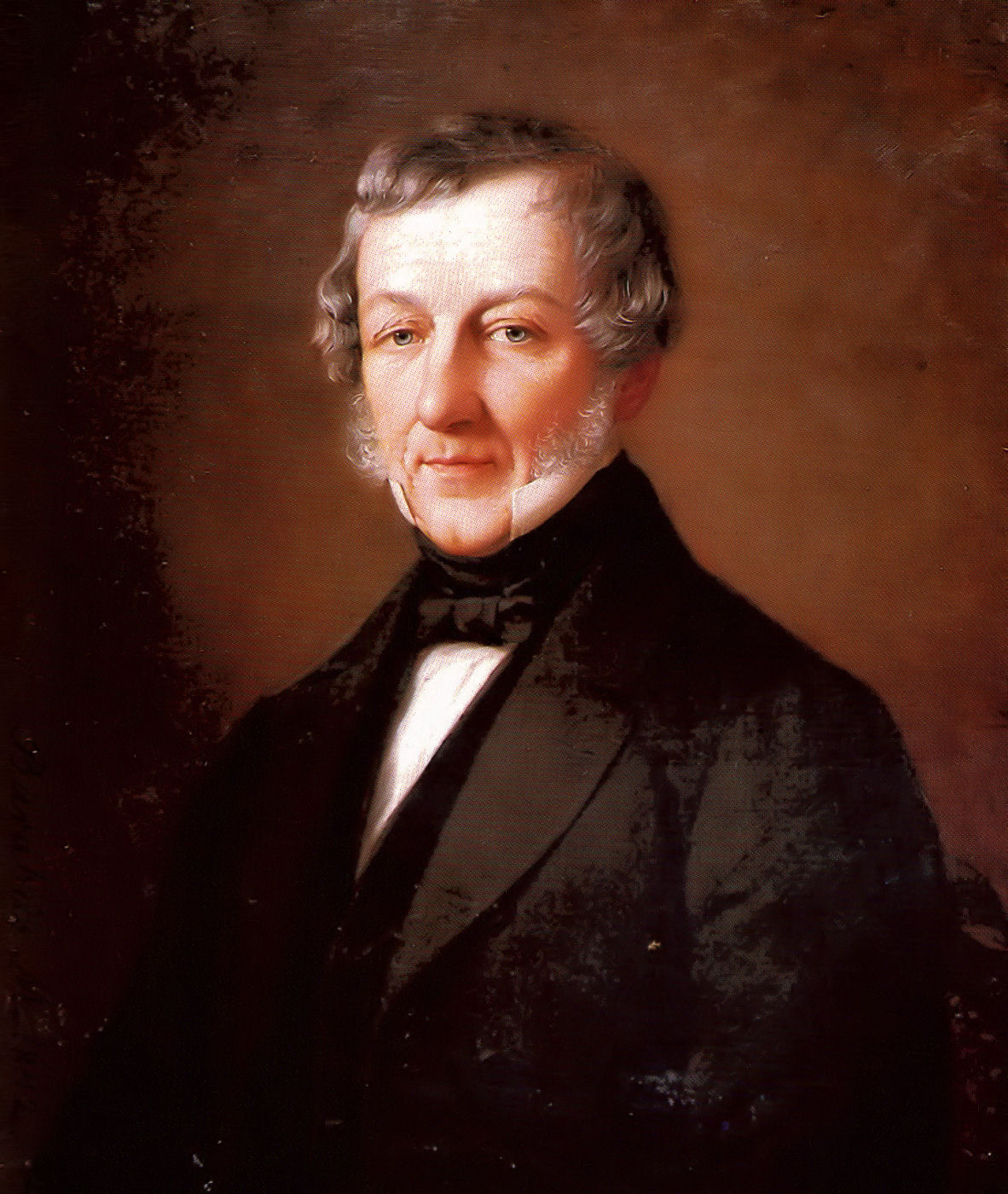
Barabás Miklós: William Tierney Clark

1837-ben Novák Dániel mérnök tett javaslatot arra, hogy Pestet és Budát alagúttal kössék össze. Ez az alagút egy lejtős bevágással indult volna a krisztinavárosi plébániatemplom mellől, és a Duna alatt átívelve Pesten a Mázsa (ma Mérleg) utcánál bukkant volna felszínre. Annak ellenére, hogy ez idő tájt már épült a londoni Temze-alagút, ezt a tervet megvalósíthatatlannak tartották, így szerzője egy évvel később egy szerényebb változattal állt elő. Technikai utóirat a pesti árvízről szóló jelentéshez címmel jelent meg Nováknak a Pester Handelszeitungban egy alagútterve, mely már csupán a Vízivárost és a Duna-partot kötötte volna össze, a később megépült alagútéval majdnem azonos nyomvonalon. Ez az újabb terv is a Temze-alagútra emlékeztetett: az egyik változatban két, egyirányú alagutat javasolt egymás mellé, melyet közös kapuzat fog össze. Megépítése mellett Novák a következőképpen érvelt: „Ami az én ajánlatomat illeti, nevezetesen azt, hogy egy- vagy kétpilléres állandó híd épüljön Buda és Pest között valahol a mostani cs. kir. élelmezési raktár tájékán, s ehhez folytatólagosan utat vágjanak a híd testével egy szintben a Várhegy alatt, s át a Krisztinavárosba, …ez annál kívánatosabb volna, mert az eddiginél magasabb vízállás esetén a hidat a budai oldalon az elővárosok felől alig lehet megközelíteni. Ha ilyenkor például a vízállás 20 lábnyira emelkedik a nulla vízszint fölé, már csak a Várhegyen át tudnak a hídhoz jutni.”
1842-ben gróf Széchenyi István javasolta a Várhegy keresztülfúrását a Lánchíd budai hídfőjénél.
Jókai Mór így írt az alagút építésének ötletéről 1847-ben: „A budai várhegy keresztülfuratik, éppen a Lánchíddal szemközt, ezentúl a Krisztina városba egyenes úton fogunk juthatni. A dolog több mint bizonyos, a terv kész, az egylet megalakult, a kivitel gyerekség. A kiállítás ragyogó, a Tunnel mesésfényű leend, oldalt pompás kirakatok, boltok, minden készen van, csupán az nincs még elhatározva, hogy kívülről kezdjenek-e el hozzá, vagy belülről.”

### Az építkezés megkezdése
1845-ben fogadták el a végleges tervet, ami hasonlított Novákéra, de egy Clark nevű mérnöktől származik. Hogy valójában melyik Clarknak a terve, arra még a mai napig nem derítettek fényt a tudományos kutatások. Korábban Clark Ádámot gondolták az ötlet gazdájának, ám Darvas István 1946-os munkájában William Tierney Clarknak tulajdonította azt, és számos meggyőző érvet sorolt fel ennek igazolására.

„Kedves Clark!…A budai alagutat illetőleg számos ülésünk volt: Két párt áll szemben egymással. Ebből következően az aláírások nem haladnak túlontúl gyorsan: Az egyik párt, élén néhány budaival, a dolog műszaki kivitelezését hazánkfia kezébe kívánná letenni, míg jómagam és a báró is nem kívánunk tudni kísérletező mesterekről, hanem az ügy Ön általi irányitását kívánjuk. A részvények ára 10 sterling font egyenkint, és úgy mondják, hogy igen hasznot hajtó vállalkozás lesz, nem tudom, mit gondoljak róla, de meglehet, néhányat tán Önnek is át kellene vennie.”

– Széchenyi István levele William Tierney Clarknak Pest, 1846. január 16-án

Manapság a legvalószínűbbnek az tűnik, hogy W. T. Clark mérte fel a terepet, valamint az első tervek is őtőle származnak, azonban a végleges kivitelezési terveket Clark Ádám készítette, aki az építkezést is irányította. (Ők ketten csak névrokonok voltak, még Angliában ismerték meg egymást, ahol Clark Ádám még gyári munkás volt, később pedig a nála jóval idősebb William Tierney mellett lett belőle elismert mérnök. Az eleinte felhőtlen viszonyuk a Lánchíd építésével kapcsolatos nézeteltéréseik, valamint az idősebb Clark féltékenysége miatt megromlott és ellenségeskedéshez vezetett.)

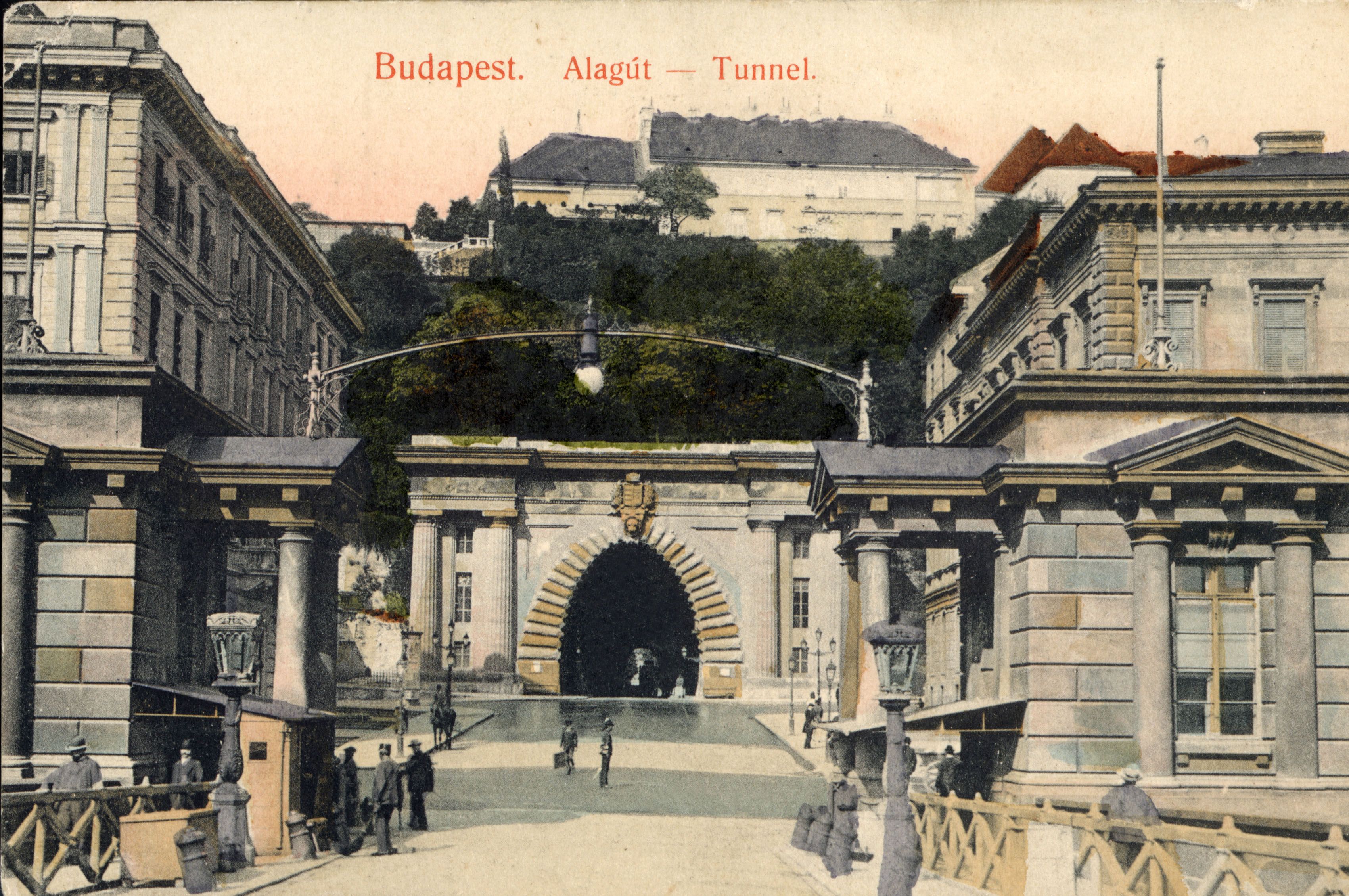
Az alagút keleti bejárata a Duna felől, 1908-ban

Belföldön és külföldön is híre ment az alagút építésének, a lapok több tudósítást is közöltek róla már 1845 és 1848 között, mikor a munka még kezdetét sem vette. A kivitelezésre engedélyt kapott társaság az iránytáró fúrásához a tervek szerint 1848 áprilisában kezdett volna hozzá, de időközben kitört a forradalom. Később Haynau, majd Alexander Bach miatt hiúsult meg a munka, akik a Vár stratégiai szerepére hivatkoztak, mivel onnan figyelemmel kísérhették a pesti állapotokat. Az osztrákok olyan kísérletet láttak az alagút tervében, mely a Vár erősségét hivatott aláaknázni.
Ürményi József volt alnádor szervezte újjá az alagútépítő társaságot, majd addig ostromolta szakadatlanul az udvart beadványaival, míg azok végül megadták az engedélyt a kivitelezésre. Ferenc József 800 mázsa lőport adott az építkezéshez, cserébe pedig a hadsereg szabad átjárása a létesítményen biztosítva lett.
Ám a gyanakvás nem hagyott alább, mivel a Helytartótanács még 1845-ben a következő feltételt szabta a tervezésre: a munkásoknak elsőként egy 4 láb magas, 3 láb széles vágatot kell készíteniük a hegy két oldalán „annak kimutatására, hogy létesíthető-e a terv avagy nem”. Később 1851-ben ezt kibővítették azzal, hogy a két kijáratot erős vasrácsos kapu kell hogy lezárja, ily módon azt megakadályozandó, hogy a Várba az alagút szellőzőnyílásán át esetleges merénylők bejuthassanak.
Az osztrák hivatalnokokon kívül sokan mások is bizalmatlanok voltak, többen azért vélték gyanúsnak a tervet, mert engedélyezték. Sokan meg voltak győződve arról, hogy amiben a bécsi udvar keze van, az számunkra csak rosszat jelenthet. Szinte mindenki egyetértett abban, hogy a két irányból indított vágatok nem fognak egymással találkozni.
A hivatalt az építtetők próbálták meggyőzni afelől, hogy a kikötéseik fölöslegesek, de miután ezt nem sikerült keresztülvinni, mégis beadták a derekukat, és a Helytartótanács előírásai szerint kezdték el építeni az alagutat.

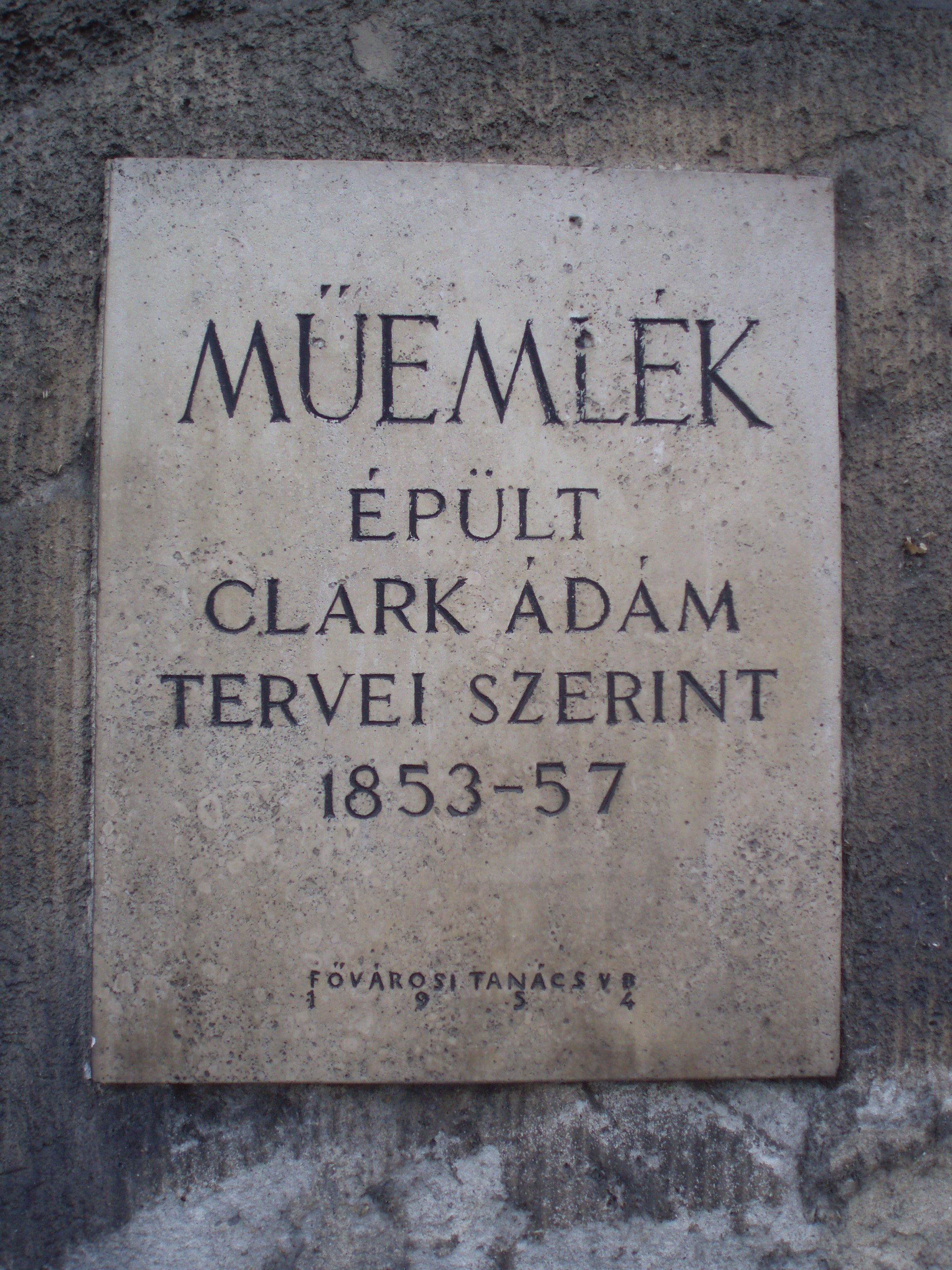
Emléktábla a Lánchíd felőli kapuzatnál, a Budavári sikló felőli oldalon

A próbaalagút megnyitásának másnapján William T. Clark a következőt írta szüleinek: „Egyszerre kezdtem a hegy két oldalán a fúrást, s ezzel egy időben felülről középen aknát mélyítettem. A fúrások pontosan találkoztak egymással. Amikor a megnyitáskor az utolsó kőzetrétegeket is áttörtük, át tudtunk látni a hegyen, a tárna egyik végétől a másikig. Bizony a jó nép csodálkozott, mert korábban sok okos fej megjósolta, hogy csak keresni fogjuk egymást a hegy gyomrában, anélkül, hogy valaha is találkoznánk … Az én próbaalagutam oly egyenes, mint a vonalzó … A víz egész tömege szinte magától kifolyik (az egész hossz 15 lábnyit emelkedik). Amíg azonban nem voltunk egymással összekötve, bizony folyton ki kellett nyomni a felgyülemlett vizet a mélyebb rétegekből, s egyúttal friss levegőt nyomtunk be nagy gyorsasággal a bányászoknak.”
A bányászok csupán egy vékony falat hagytak meg a vájatok között, melyet 1853. október 25-én az Alagút társaság vezetőségének jelenlétében törték át, a bejáratokat pedig sárga-fekete zászlókkal lobogózták fel. A társaság elnöke, Ürményi József beszédében Széchenyit éltette, majd miután a válaszfalat kibontották, a vendégek átmentek a Várhegy alatt. Ezután havonta egy vasárnapon átengedték a közönséget is.
Az egymással szemben indított vágatok tehát találkoztak, ezáltal a munka is felgyorsult. Clark a Helytartótanács rendeletét, hogy próbaképpen először csak két egy-egy méter széles alagutat építsenek ki, figyelmen kívül hagyta. A Szent György téren mélyített, 39 méter mély aknából is hordatta ki a sziklát, majd az előírásban foglaltaknál lényegesen nagyobb keresztmetszetű iránytárót épített. Az angol alagútépítési módszert követve ebből a táróból 3-4 méterenként függőlegesen fölfelé feltöréseket készíttetett, majd az alagút leendő mennyezete alatt újabb járatot vájatott, utána pedig kialakíttatta az alagút két oldalát. Az, hogy az alagút közepén a mennyezetnél alacsonyabb volt, mint a két kijáratnál, különleges megoldásnak számított, mivel így jobban behatolhatott a napfény az építménybe. A megvilágítást kezdetben olajmécsesekkel, később pedig petróleumlámpákkal biztosították.
1856. március 6-ára a munkálatok olyan mértékben előrehaladtak, hogy a gyalogosok számára az alagutat átjárhatóvá tették, akik még a bányafák alatt, nagy zajban és gyakran hatalmas porban juthattak át rajta, ekkor még ingyen.
A Várhegyet hét és fél hónap leforgása alatt fúrták át 9,5 méter szélesen, és 349,66 méter hosszan. A középen csupán 7,83 méteres magasság a világítás érdekében a bejáratokig 10,6 méterre nő. Bent ennek ellenére is szükség volt gázlámpákra. Az Alagút 1,8 százalékkal, 6,1 métert lejt a Duna felé, ami a vízelvezetést megoldja. A 82–100 cm vastag patkó alakú téglaboltozatot később csempével borították, a kifejtett követ pedig eladták a dunai rakpart építéséhez. A klasszicista keleti homlokzatot Clark, a romantikus nyugati kaput Frey Lajos tervezte. A teljes munka 524 ezer forintot tett ki.

### Az elkészült alagút
1857. április 30-án a kocsiforgalom számára is megnyitották az alagutat, bár ekkor a kapuzatok még nem voltak készen. Ettől a naptól kezdve minden áthaladónak kellett fizetnie: a gyalogosok egy krajcárt, az egylovas kocsik tulajdonosai három, a kétlovas kocsik tulajdonosai pedig hat krajcárt voltak kötelesek adni a vámszedőnek. Még ezen kis összegekből is szép jövedelem folyt be, az első két hónapban 5968 forinttal gazdagította a tulajdonosokat.

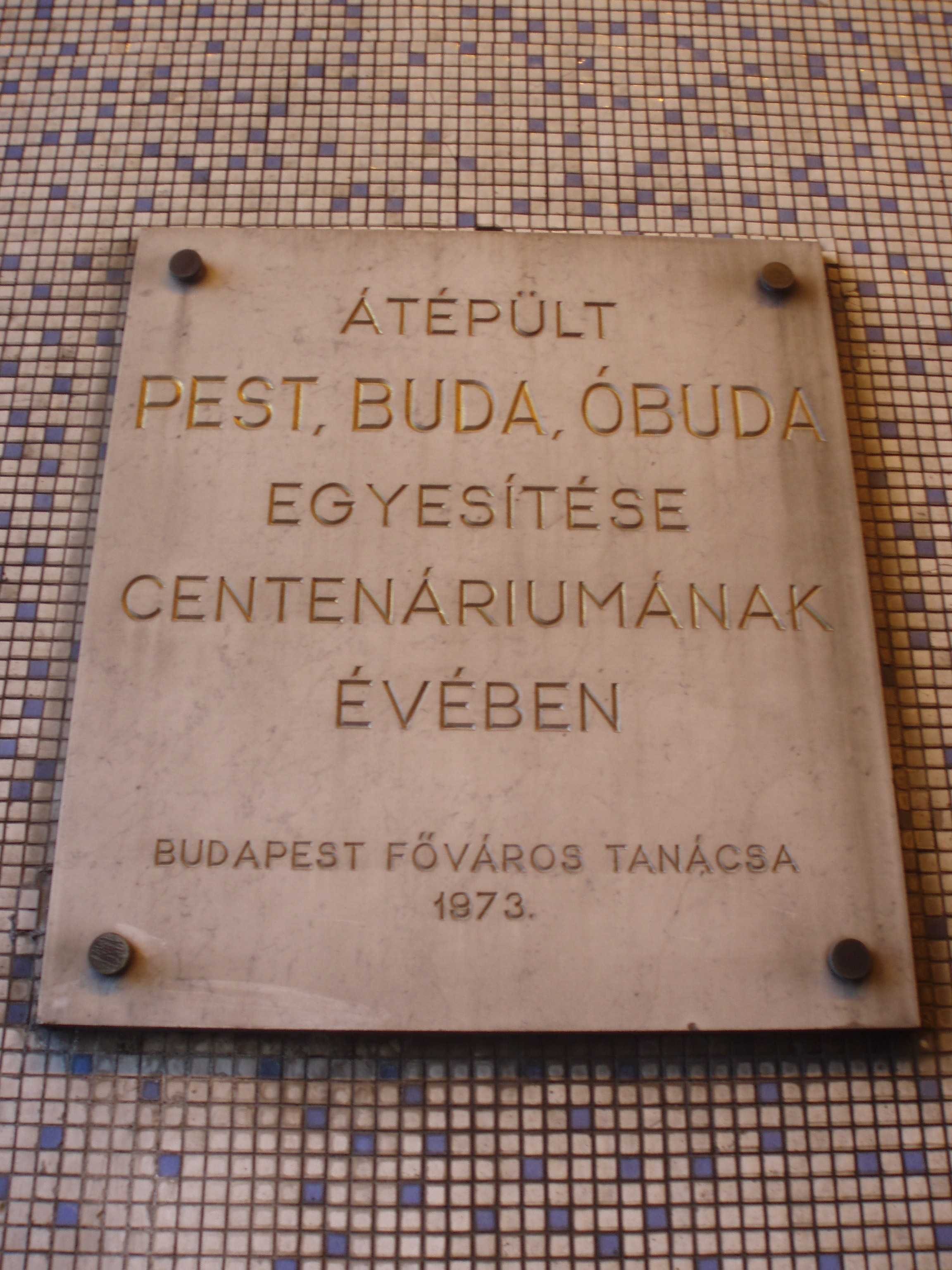
A Lánchíd hídmesterének szolgálati lakása melletti emléktábla

A jómódú pesti és budai polgárok körében egyhamar divattá vált a Várhegy alatti átkocsizás, de mások is szívesen keresték fel az alagutat, főleg estefelé, amikor a gázlámpák a környéket is ragyogó fénnyel árasztották el.
Teljesen csak 1858 után készült el az építmény, ekkorra Clark Ádám már csak kisebb munkákat vállalt el, mert visszavonult és a családjának élt. Az alagút kapuzatait Reitter Ferenc, a budapesti rakpartok kiépítője fejezte be, feltehetőleg az angol mérnök korábbi tervei alapján. A Helytartótanács lemondott a vasrácsokról, a dunai kapuzat pedig egyszerű, nemes vonalvezetésével Pest-Buda díszévé vált.
Az alagút mindkét kapuzatának tetején teraszt alakítottak ki, a keleti kapuzat tetején egy ideig étterem is üzemelt. (A nyugati kapuzat felett a kétezres években nyílt étterem, mely ma is üzemel.)

### A 20. században
A századfordulón áttértek a gázvilágításra, majd 1915-től a villanyvilágításra.
1918-ban a pesti Duna-hidak vámjával együtt az áthaladásért kötelezően fizetendő díjat is eltörölték, majd 1919-ben az úttestet eredetileg borító fakockákat kiskockakőre cserélték.
1944-ben, a második világháború idején a német SS és a nyilasok az Alagútban harcálláspontot rendeztek be, melyhez a Szent György téri aknát is felhasználták. A háborúban a romantikus stílusú nyugati kapuzat megsemmisült, helyreállítására 1949-ben került sor, melyet Benkhard Ágost tervei alapján építettek újjá kváderkövekből. Ekkor aszfaltozták le az utat, valamint a 6 méteres útpályát 6,90 méterre szélesítették az északi járda megszüntetésével. Érdekesség, hogy ugyanekkor készült egy soha meg nem valósult gyalogosalagút terve is. 1960 végén elkészült a légszennyezést csökkentő első gépi szellőzőrendszer.
1973-ban az alagutat Buda, Pest és Óbuda egyesítésének centenáriumára felújították és korszerűsítették: 9 cm vastag acélbetétes torkrét (lövellt) vízzáró betonréteggel és esztétikus, könnyen tisztítható üvegmozaik-burkolattal látták el. Az új szellőző berendezés az Alagút közepén, a párhuzamos tárón át percenként 1900 köbméter (114 000 m3/óra) levegőt nyom ki, a gépjárműforgalom miatt kialakuló légszennyezési értéktől függően, időszakos üzemben (munkanapokon 8–18 óra között). A rétegvíz elvezetésére csőhálózatot építettek ki.

### A 21. században
A kétezres évek elején az alagút turisztikailag frekventált keleti, Clark Ádám téri kapuzatánál számos halálos baleset is történt, miután többen kimásztak a kapuzat tetején kialakított terasz szélére, és onnan lezuhanva lelték halálukat. 2005 óta folyamatosan próbálták megakadályozni a baleseteket, de a kihelyezett növénysávokat és drótkerítést hamar letaposták, a korábbi áldozatok neveit tartalmazó kihelyezett figyelmeztető tábla is eltűnt. 2013-ra végül sikerült a biztonságot garantáló megoldást találni, miután az alagutat üzemeltető Budapesti Közlekedési Központtal, illetve a fővárosi kormányhivatal kulturális örökségvédelmi irodájával folytatott egyeztetést követően júliusra megkapták a jogerős építési engedélyt a díszes öntöttvas, úgynevezett „Ybl-korlát” megépítésére. Miután a vár környékén több közterület, így a közeli Sikló feletti gyalogoshidak is ilyen stílusú korláttal rendelkeznek, ezért (a korábbi próbálkozásokkal szemben) harmonikusan illeszkedik a műemléki környezethez. A korlát építése a terasz felújításával együtt 2013 őszén valósult meg.

## Galéria

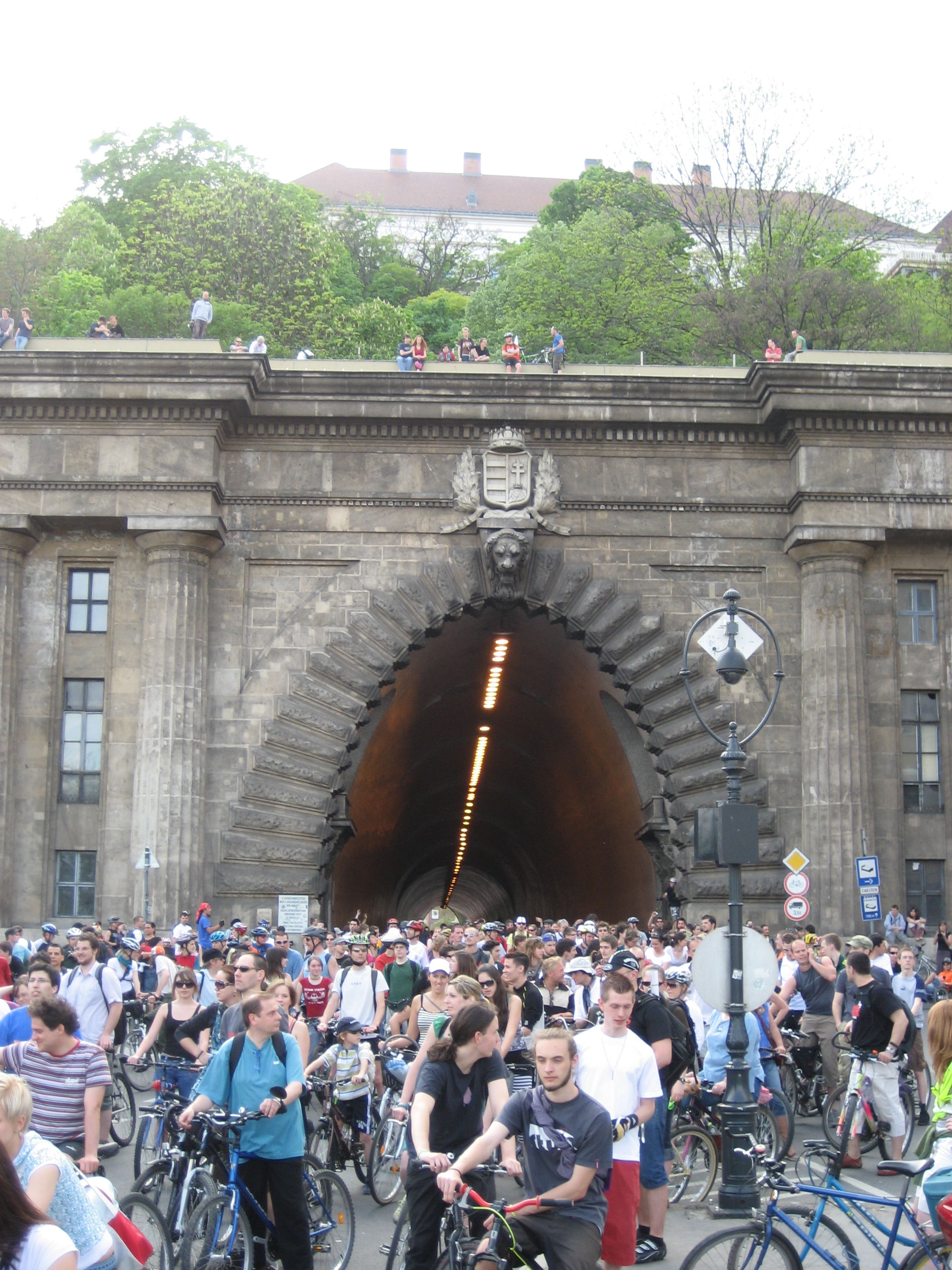
A Critical Mass kerékpáros felvonulás résztvevői az alagút lánchídi bejáratánál (2009. április 19.)
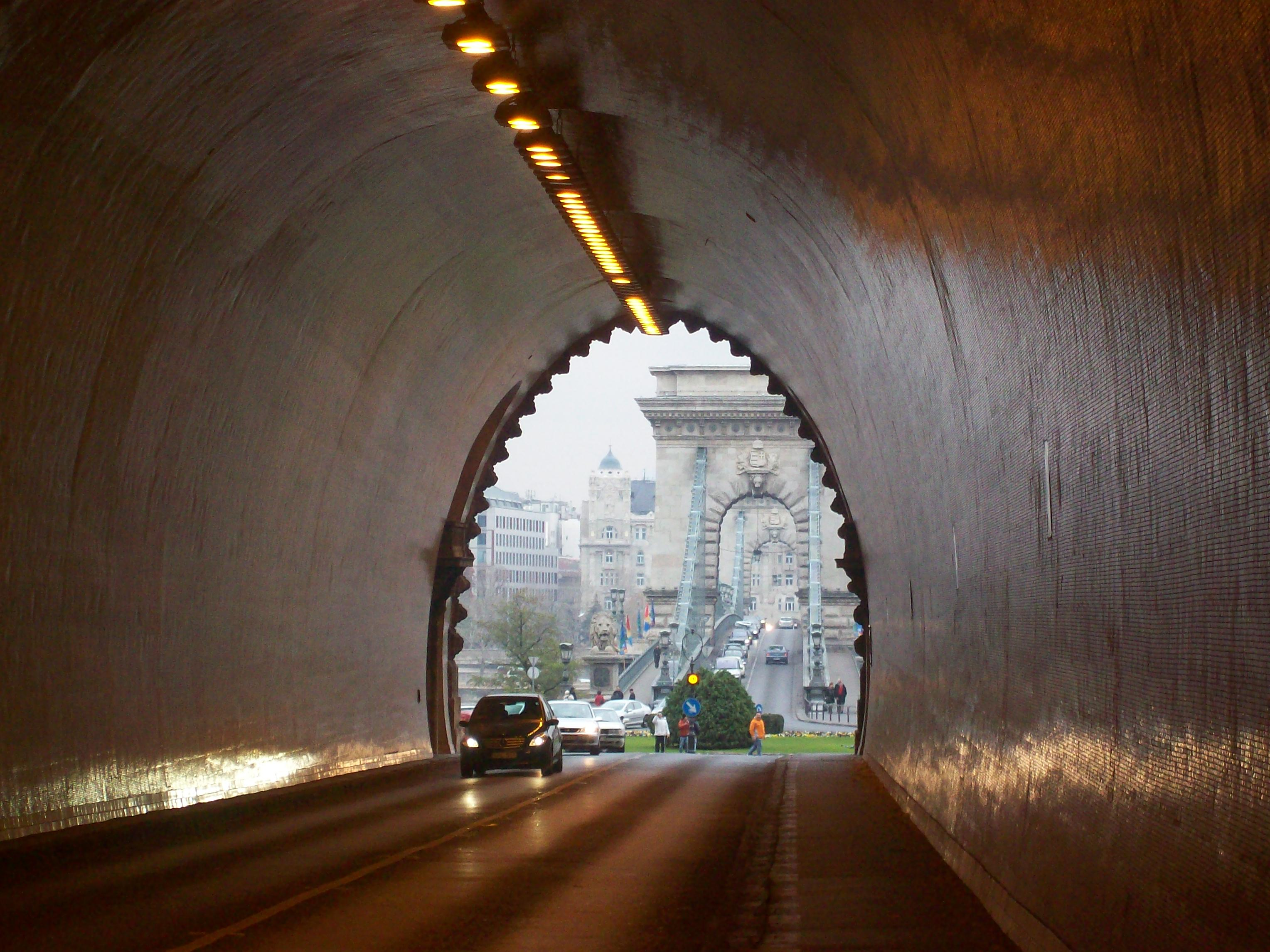
Kitekintés a budai Váralagútból a Lánchíd irányába
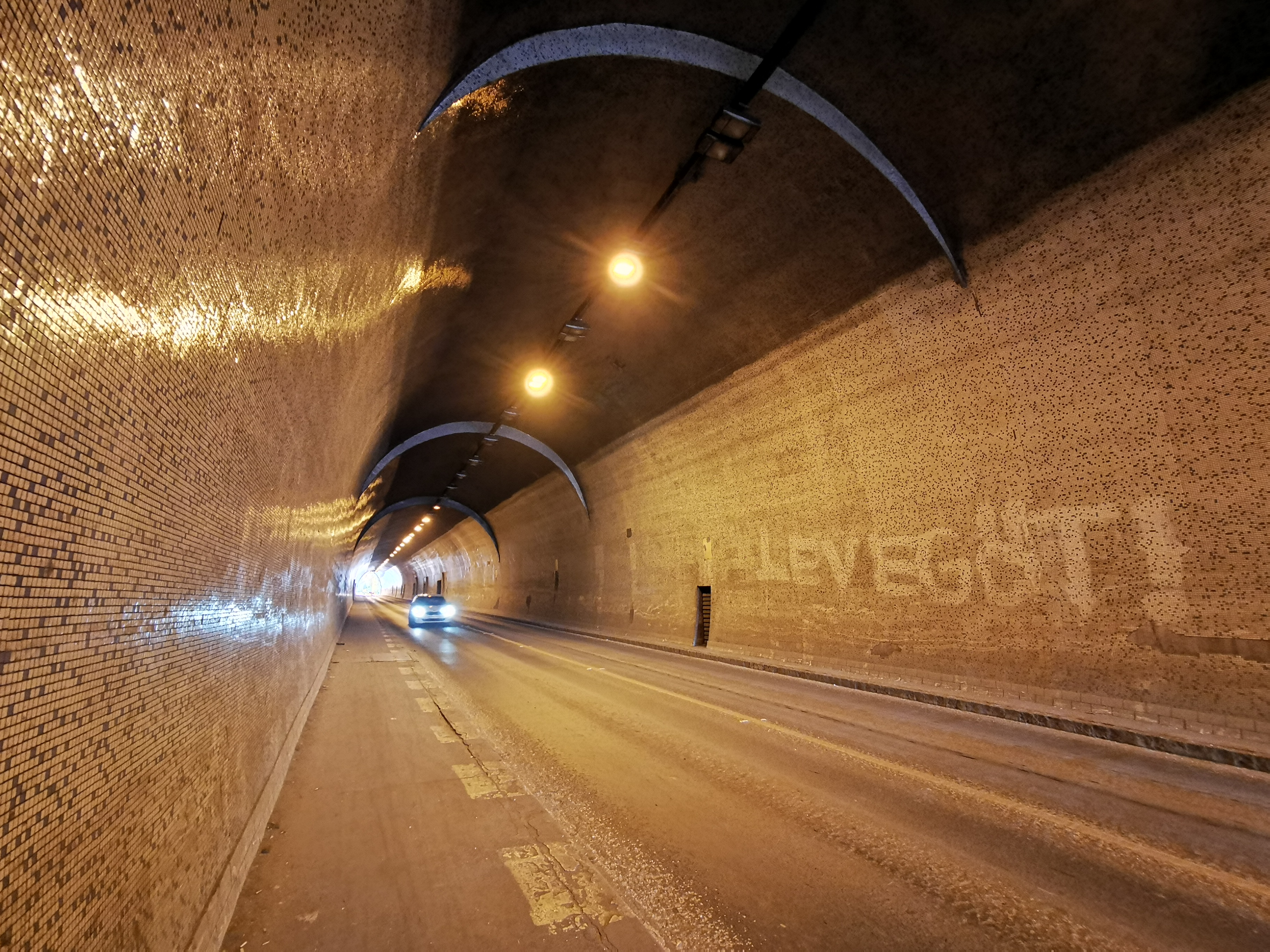
"Levegőt" felirat
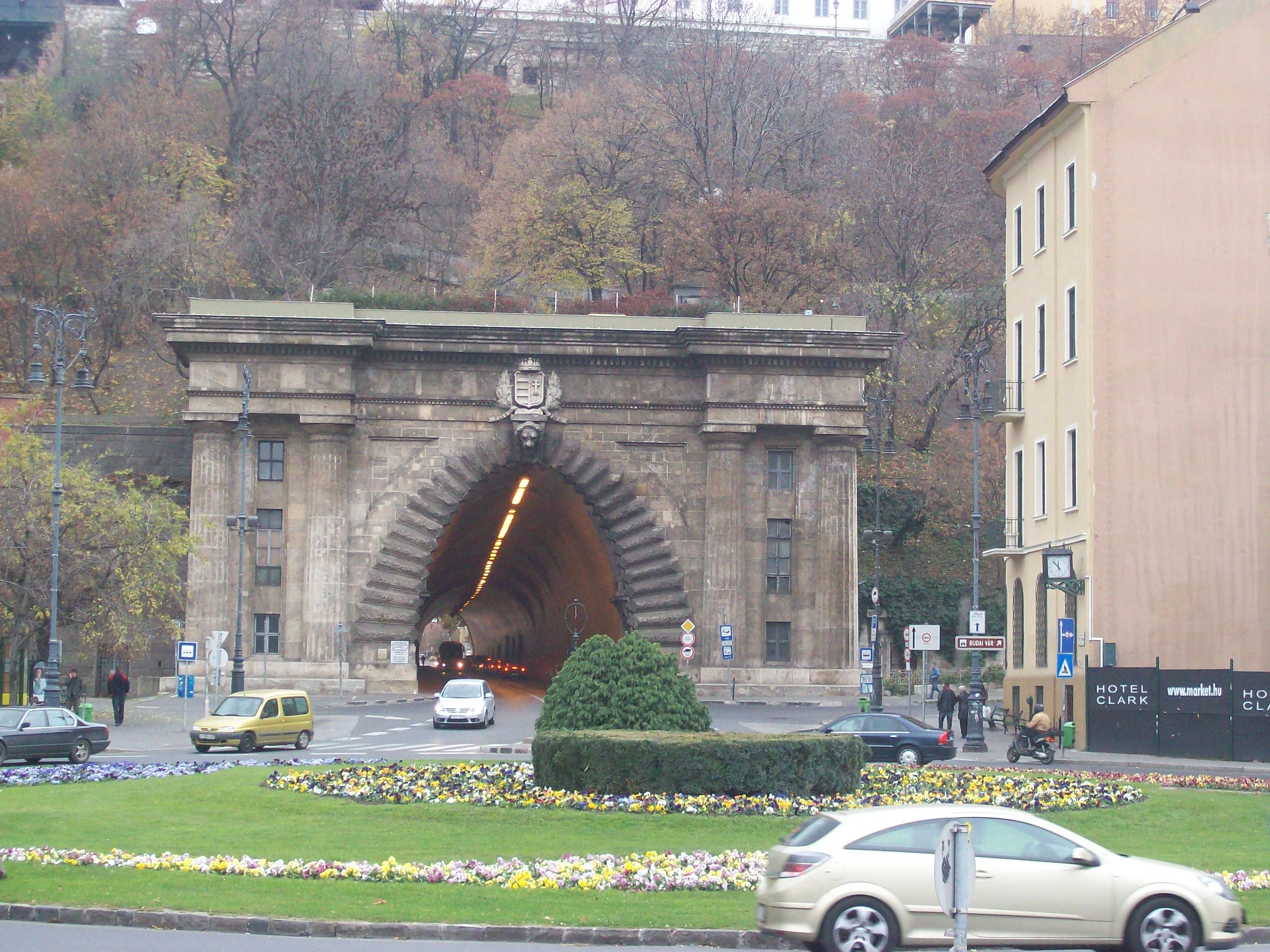
Az Alagút és a Clark Ádám téri körforgalom
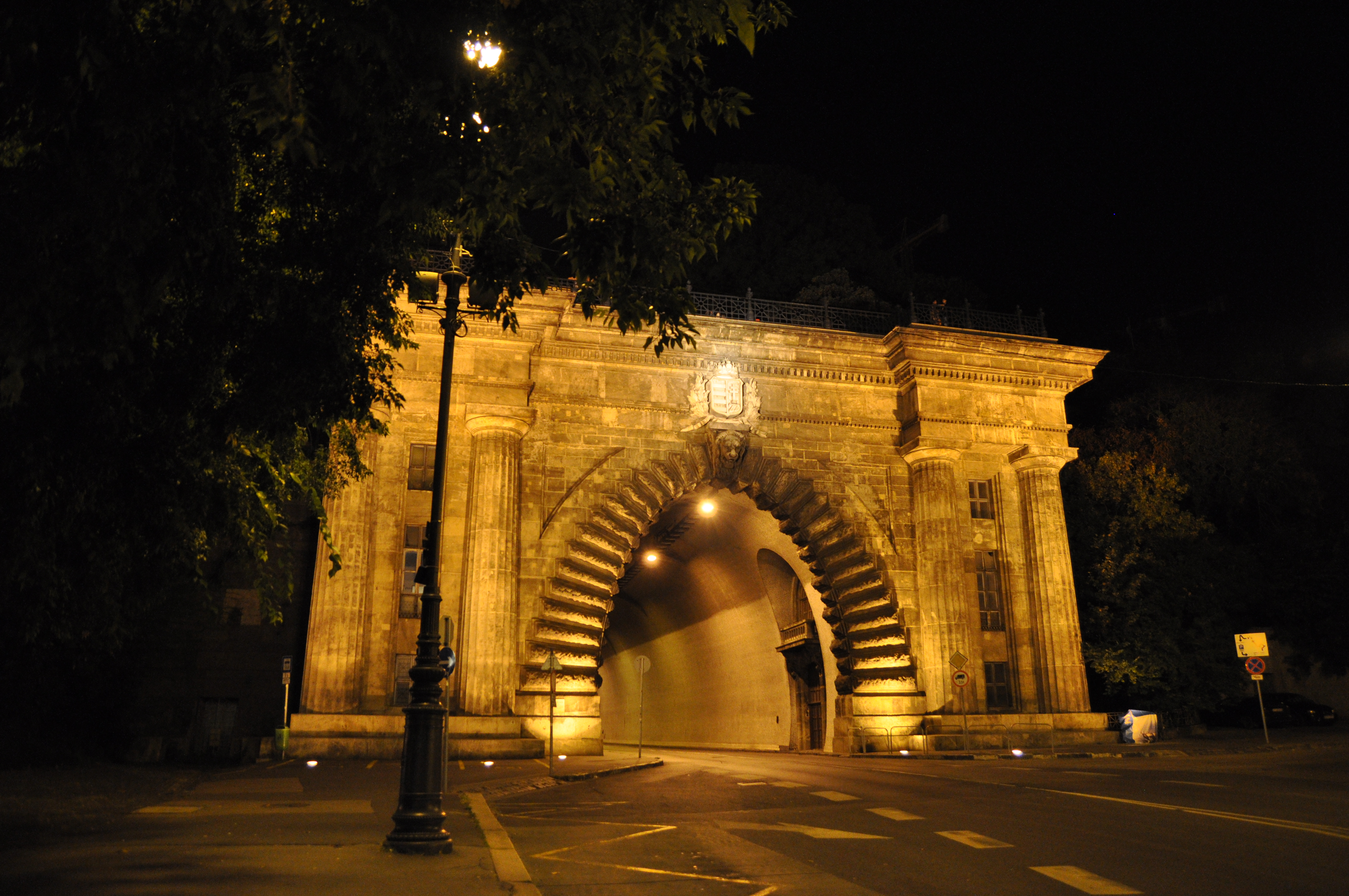
A kivilágított Alagút bejárata
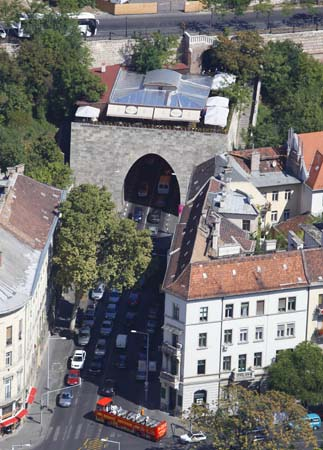
Az alagút légi fotója az Alagút utca felől
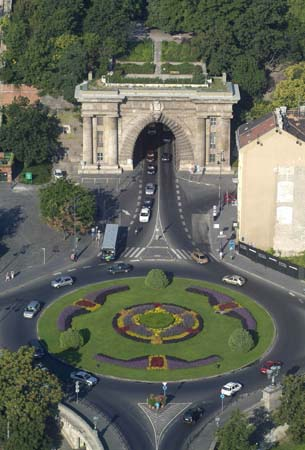
A Clark Ádám tér